# Friedrich Glauser

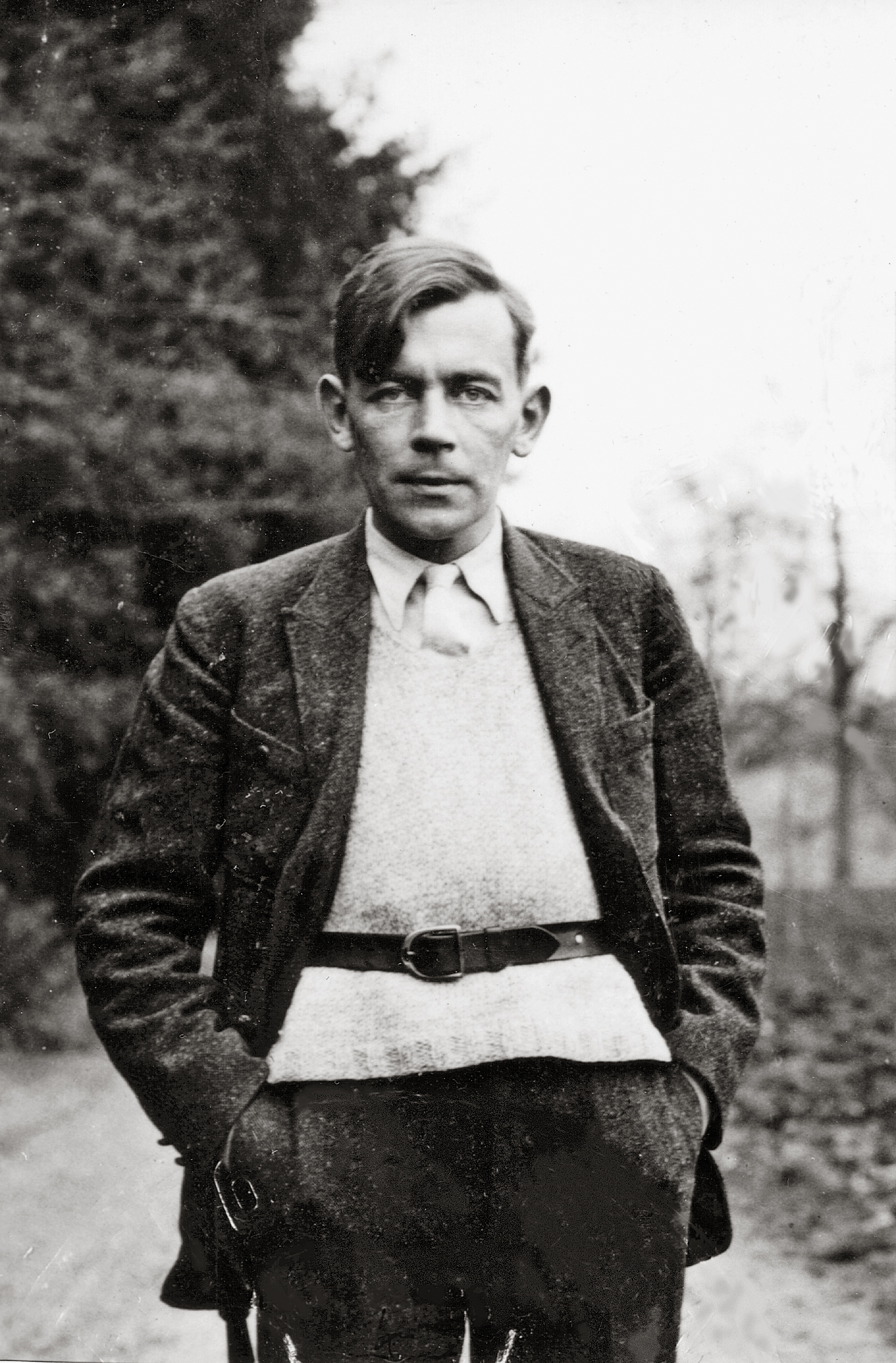
Friederich Glauser, 1931.

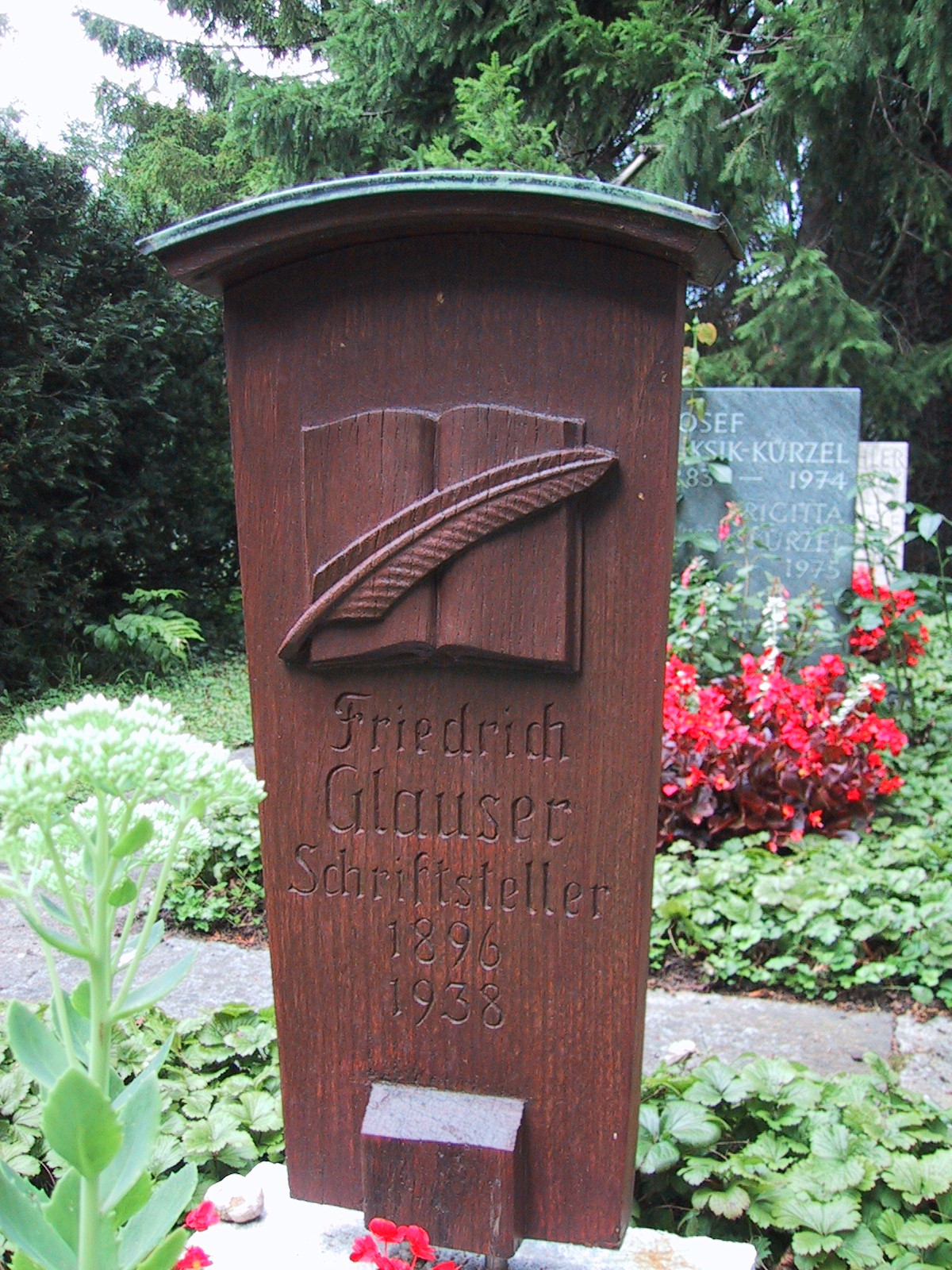
Friedrich Glausers gravsten

Friedrich Glauser, född 1896, död 1938 var en schweizisk författare. Han har fått ett pris uppkallat efter sig, Friedrich-Glauser-Preis. Priset utdelas av tyska författarföreningen Das Syndikat till bästa tyskspråkiga kriminalroman under året.

## Böcker översatta till svenska
- Kriminalöverkonstapel Studer (Wachtmeister Studer) (översättning Emil Langlet, Geber, 1938). Nyöversättning Anna Bengtsson (översättare), Ersatz, 2007, med titel Överkonstapel Studer
- Morfin (Ur Das erzählerische Werk. 1-4 och Briefe. 1) (förord, urval och översättning Peter Handberg, Ersatz, 2007)
- Feberkurva (Fieberkurve) (översättning Anna Bengtsson, Ersatz, 2009)
- Kinesen (Der Chinese)(översättning Peter Handberg, Ersatz, 2009)